# Bárbara Franklin
Bárbara Hackman Franklin (Lancaster, Pensilvania; 19 de marzo de 1940) es una funcionaria estadounidense que se desempeñó como la 29.ª secretaria de Comercio de los Estados Unidos entre 1992 y 1993, bajo la presidencia de George H. W. Bush.
Antes de ocupar su puesto en el Gabinete, sirvió en las administraciones presidenciales de Richard Nixon, Gerald Ford, Jimmy Carter y Ronald Reagan. Fue una de las comisionadas originales y primera vicepresidenta de la Comisión de Seguridad de Productos para el Consumidor. En 2006, recibió el Premio Woodrow Wilson por el Servicio Público.
Ha formado parte de la junta directiva de 18 empresas, incluidas Dow Chemical, Aetna Inc., Westinghouse y Nordstrom. La revista Directorship y la American Management Association la nombraron una de las personas más influyentes en el gobierno corporativo, y en 2014 fue incluida en el Salón de la Fama de Directorship. Actualmente es presidenta y directora ejecutiva de Barbara Franklin Enterprises, una firma de consultoría internacional privada.
Fue una de las primeras mujeres graduadas de la Escuela de Negocios de Harvard.

## Biografía

### Primeros años y educación
Nacida como Barbara Ann Hackman en Lancaster, Pensilvania, el 19 de marzo de 1940, asistió a la escuela secundaria Hempfield en dicha localidad. Antes de su graduación en 1958, fue presidenta del consejo estudiantil, capitana de los equipos de hockey sobre césped y tenis, y animadora.

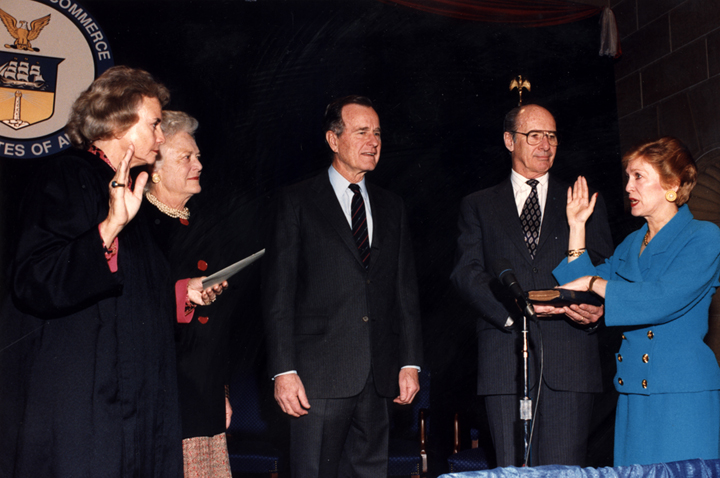
Franklin siendo juramentada como secretaria de Comercio por la jueza asociada de la Corte Suprema, Sandra Day O'Connor.

Durante varios años después de su graduación, trabajó en el mundo corporativo. Se unió a Singer Company en la ciudad de Nueva York, primero en la división de productos de consumo y luego como miembro del personal de planificación corporativa. En Singer, se convirtió en gerente de análisis ambiental, creando una nueva función que rastreaba la actividad competitiva a nivel mundial. Después de cuatro años allí, se convirtió en vicepresidenta adjunta del personal de planificación corporativa del First National City Bank (más tarde Citibank) en la ciudad de Nueva York entre 1969 y 1971. En ese momento, el director ejecutivo, Walter Wriston, le encargó que estudiara las relaciones del banco con las entidades gubernamentales. Su análisis condujo al primer departamento de relaciones gubernamentales del banco, que ella creó y dirigió hasta 1971.

### Secretaria de Comercio
El 26 de diciembre de 1991, el presidente George H. W. Bush anunció su intención de nombrarla como secretaria de Comercio, reemplazando a Robert Mosbacher. Esta nominación fue aprobada por el Senado de los Estados Unidos y poco después prestó juramento el 27 de febrero de 1992, lo que la convirtió en la mujer de más alto rango en la administración de George H. W. Bush.